# Reyes Maroto

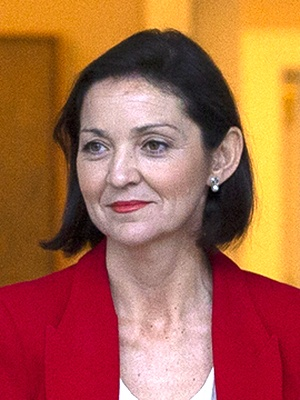
Reyes Maroto am Rande der ersten Sitzung des Kabinett Sánchez (8. Juni 2018)

María Reyes Maroto Illera (* 19. Dezember 1973 in Medina del Campo) ist eine spanische Wirtschaftswissenschaftlerin und Politikerin der PSOE. Seit Juni 2018 ist sie im Kabinett Sánchez für Industrie, Handel und Tourismus zuständige Ministerin.

## Werdegang
Die in der Nähe von Valladolid aufgewachsene Maroto studierte Wirtschaftswissenschaften an der Universität Valladolid, an der sie 1996 mit einem Lizenziat graduierte. Anschließend setzte sie ihr Studium am Centro de Estudios Monetarios y Financieros fort, das sie 1998 mit einem Masterabschluss erfolgreich beendete. Während sie zwischen 1998 und 2003 bei der Forschungsstiftung FEDEA tätig war, begann sie im Herbst 1999 ihre Lehrtätigkeit an der Madrider Universität Carlos III. Ihre Arbeitsschwerpunkte lagen dabei insbesondere in der Fiskal- und Geldpolitik mit Schwerpunkte auf dem Europäischen Währungssystem. Parallel zu ihrer Hochschultätigkeit war sie zwischen 2005 und 2011 Beraterin des Consultingunternehmens AFI. Anschließend war die Associate Professorin bis 2013 für die Denkfabrik IDEAS Foundation der PSOE tätig, ehe sie als Beraterin die PSOE-Abgeordneten im Europäischen Parlament unterstützte.  Zwischen 2014 und 2015 absolvierte sie ein Aufbaustudium in Gesundheitsökonomie an der Universität Carlos III.
Im Mai 2015 wurde Maroto in die Asamblea de Madrid gewählt. Dort saß sie fortan in den Ausschüssen für Haushalt, Wirtschaft, Finanzen und Beschäftigung. Nachdem am 1. Juni 2018 im Congreso de los Diputados Ministerpräsident Mariano Rajoy mit einem konstruktiven Misstrauensvotum gestürzt worden war, erfolgte am folgenden Tag durch König Felipe VI. an Pedro Sánchez der Auftrag zur Bildung einer neuen Regierung. Am 7. Juni übernahm Maroto daraufhin das Ministeramt für Industrie, Handel und Tourismus und legte ihre bisherigen Ämter in der Asamblea de Madrid nieder. Nach den spanischen Parlamentswahlen Ende April 2019 zog sie als Abgeordnete ins Unterhaus ein.